# Musical Youth
Musical Youth bildades 1979 och är ett brittiskt reggaeband som hade några hitlåtar i Storbritannien under det tidiga 1980-talet. Den mest kända låten är "Pass the Dutchie" från 1982 som var etta i Storbritannien.

## Bandmedlemmar
Nuvarande medlemmar
- Dennis Michael Seaton – sång, slagverk (1979–1985, 2001–)
- Michael Grant – keyboard, sång (1979–1985, 2001–)

Tidigare medlemmar
- Freddie Waite (eg. Frederick Waite, Jr.) – trummor, sång (1979–1985)
- Patrick Waite (f. 1968 – d. 1993) – basgitarr, sång (1979–1985)
- Kelvin Grant – gitarr, sång (1979–1985)

## Diskografi (urval)
Studioalbum
- 1982 – The Youth of Today
- 1983 – Different Style!

Livealbum
- 1987 – Pass The Dutchie

Samlingsalbum
- 1994 – Anthology
- 1995 – Maximum Volume: The Best of Musical Youth
- 2004 – 20th Century Masters – The Millennium Collection: The Best of Musical Youth

Singlar (topp 100 på UK Singles Chart)
- 1982 – "Pass the Dutchie" (#1)
- 1982 – "Youth of Today" (#13)
- 1983 – "Never Gonna Give You Up" (#6)
- 1983 – "Heartbreaker" (#44)
- 1983 – "Tell Me Why?" (#33)
- 1983 – "007" (#26)
- 1983 – "Sixteen" (#23)
- 1983 – "She's Trouble" (#87)